# ローウェル (マサチューセッツ州)

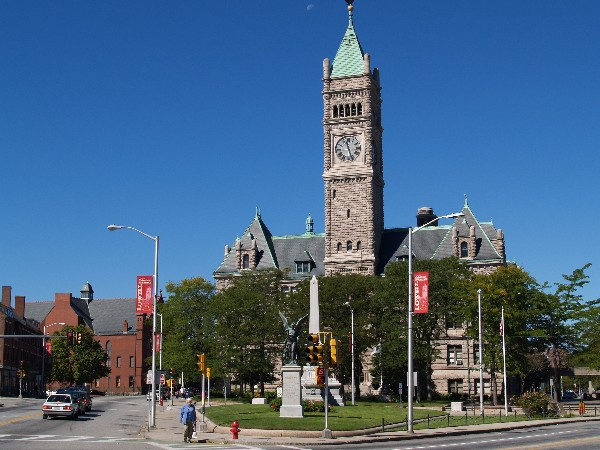
ローウェル市役所

ローウェル（Lowell）は、アメリカ合衆国マサチューセッツ州のミドルセックス郡にある都市。人口は11万5554人（2020年）。この地域の産業革命に関与したフランシス・カボット・ローウェルにちなんで命名された。

## 歴史
ボストン北西部、メリマック川沿いに、繊維工業の中心として開かれ、19世紀を通して工業の中心地として栄え、多くの移民や出稼ぎ労働者をその工場に受け入れた。
1997年にミドルセックス郡の郡政府が廃止されるまではケンブリッジと並んで同郡の郡庁所在地であった。

## 地理

ミドルセックス郡内の位置

ミドルセックス郡の北部に位置している。ボストンからの距離は約45キロメートルである。

## 経済
20世紀、繊維工業が衰えるにつれて不景気に襲われたが、この20年ほどは持ち直し始めている。川沿いのかつての工場地域は復元され、the Lowell National Historical Park　の一角を形成している。

## 対外関係

### 姉妹都市･提携都市
- 宜蘭市（中華民国 宜蘭県）